# آبشار نکاندو
آبشار نکاندو (به لاتین: Ncandu Falls) یک آبشار در آفریقای جنوبی است که در کوازولو-ناتال واقع شده‌است.